# Tituly a vyznamenání Marie z Tecku

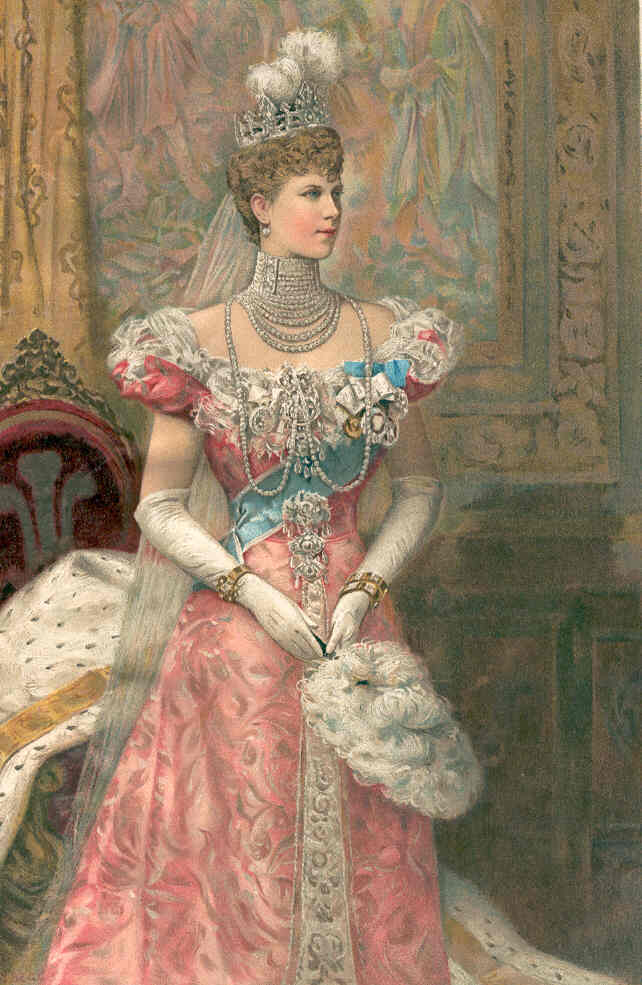
Portrét princezny z Walesu Marie v šatech zdobených několika řády, 1902

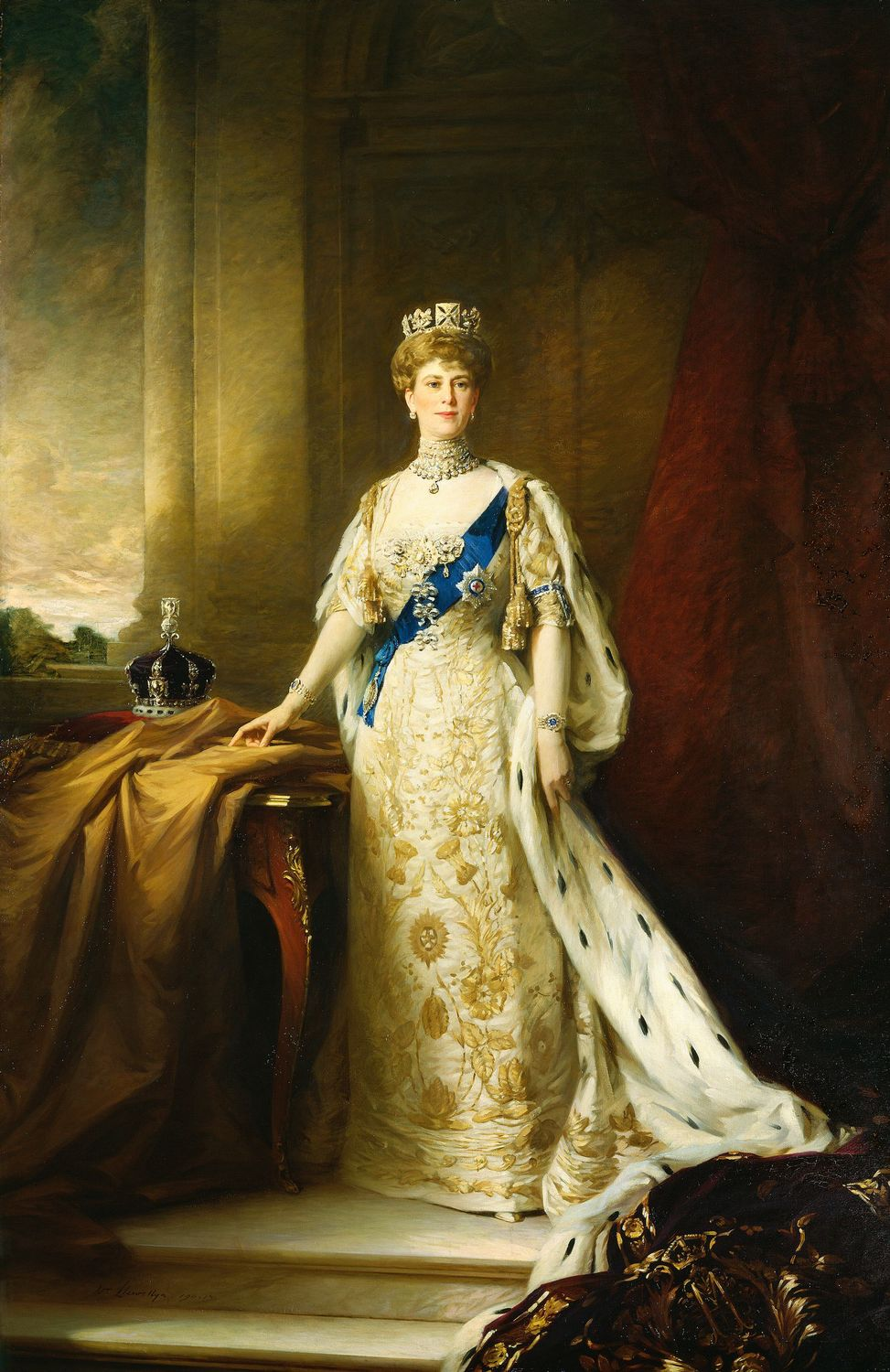
Portrét Marie z Tecku mj. s šerpou Podvazkového řádu, 1911

Královský monogram Marie z Tecku

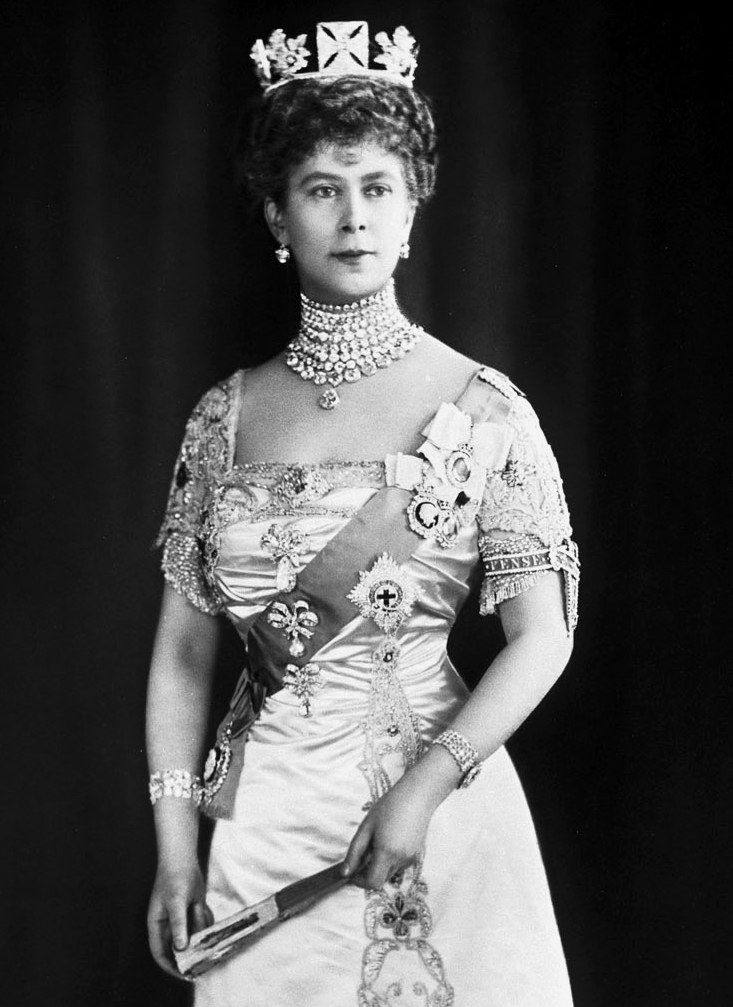
Královna Marie z Tecku v šatech zdobených řadou vyznamenání, 1912/1913

Marie z Tecku, rozená Victoria Mary Augusta Louise Olga Pauline Claudine Agnes, manželka Jiřího V., obdržela během svého života řadu britských i zahraničních titulů a vyznamenání. Pojmenována po ní byla také řada objektů a míst.

## Tituly
- 26. května 1867 – 6. července 1893: Její jasná Výsost princezna Viktorie Marie z Tecku
- 6. července 1893 – 22. ledna 1901: Její Královská Výsost vévodkyně z Yorku
- 22. ledna 1901 – 9. listopadu 1901: Její Královská Výsost vévodkyně z Cornwallu a Yorku
- 9. listopadu 1901 – 6. května 1910: Její Královská Výsost princezna z Walesu
- 6. května 1910 – 20. ledna 1936: Její Veličenstvo královna
  - v Indii Její císařské Veličenstvo královna-císařovna
- 20. ledna 1936 – 24. března 1953: Její Veličenstvo královna Marie
  - v Indii 20. ledna 1936 – 14. srpna 1947: Její císařské Veličenstvo královna-císařovna vdova

## Vyznamenání

### Britská vyznamenání
- Medaile zlatého výročí královny Viktorie – 1887
- společník Řádu indické koruny – 25. května 1889
- člen I. třídy Královského řádu Viktorie a Alberta – 6. července 1893
- Medaile diamantového výročí královny Viktorie – 1897
- Královský rodinný řád krále Eduarda VII. – květen 1902
- Korunovační medaile Eduarda VII. – 9. srpna 1902
- člen Královského červeného kříže – 6. května 1910
- dáma Podvazkového řádu – 3. června 1910
- Královský rodinný řád Jiřího V. – 3. června 1911
- Korunovační medaile Jiřího V. – 29. června 1911
- dáma velkokomandér Řádu indické hvězdy – 14. prosince 1911
- dáma velkokříže Řádu britského impéria – 24. srpna 1917
- dáma velkokříže Nejctihodnějšího řádu sv. Jana Jeruzalémského – 10. června 1927[1]
- Medaile stříbrného výročí Jiřího V. – 6. května 1935
- dáma velkokríže Královského Viktoriina řádu – 23. června 1936
- Královský rodinný řád Jiřího VI. – 9. května 1937
- Korunovační medaile Jiřího VI. – 12. května 1937
- Královský Viktoriin řetěz – 11. května 1937
- Královský rodinný řád Alžběty II. – 25. prosince 1952

### Zahraniční vyznamenání
- Afghánistán
  -  řetěz Řádu nejvyššího slunce – 13. března 1928
- Bavorské království
  -  velkokříž Řádu svaté Alžběty – 21. dubna 1904
- Dánsko
  - Zlatý svatební odznak – 1906
- Egyptské království
  -  nejvyšší třída s brilianty Řádu ctností – 4. července 1927
- Etiopské císařství
  -  velkokříž Řádu etiopské hvězdy – 8. srpna 1902
  -  velkokříž Řádu královny ze Sáby – 13. ledna 1932
- Francie
  -  velkokříž Řádu čestné legie – 16. května 1927
- Italské království
  -  Medaile Červeného kříže – 1919
- Japonsko
  -  Řád drahocenné koruny I. třídy – 27. června 1905
- Království Srbů, Chorvatů a Slovinců
  -  velkokříž Řádu hvězdy Karadjordjevićů – 1916
  -  velkokříž Řádu svatého Sávy – 1935[2]
- Kanada
  -  Canadian Forces Decoration – 22. března 1951
- Persie
  -  Císařský řád slunce II. třídy – 1904[3]
- Portugalsko
  -  dáma Řádu svaté Isabely – srpen 1893
- Prusko
  -  Řád Luisin I. třídy – 12. listopadu 1907
- Rumunsko
  -  Medaile Červeného kříže – 1919
  -  velkokříž Řádu rumunské koruny – 15. listopadu 1938
- Ruské impérium
  -  Řád svaté Kateřiny I. třídy – 5. srpna 1909
- Řecko
  -  Řád svaté Olgy a Sofie I. třídy – 7. listopadu 1938

## Čestné vojenské pozice
- Chief Husaren-Regiment Fürst Blücher von Wahlstatt, Německá armáda, 1913
- Colonel-in-Chief 18th Royal Hussars (Queen Mary's Own), Britská armáda, 1914–1922
- Colonel-in-Chief Queen's Own Oxfordshire Hussars, Britská armáda, 1920–1922
- Colonel-in-Chief 13th/18th Royal Hussars (Queen Mary's Own), Britská armáda, 1922
- Colonel-in-Chief 100th (Worcestershire and Oxfordshire Yeomanry) Brigade, Britská armáda, 1922–1939
- President Queen Alexandra's Imperial Military Nursing Service, Britská armáda, 1926–1949
- Colonel-in-Chief The Queen's Own Rifles of Canada, Kanadská armáda, 1928
- Colonel-in-Chief Queen's Royal Regiment (West Surrey), Britská armáda, 1937
- Colonel-in-Chief 63rd (Worcestershire and Oxfordshire Yeomanry) Anti-Tank Regiment, Britská armáda, 1939–1942
- Colonel-in-Chief 389th Field Regiment (Queen's Own Oxford Hussars), Britská armáda, 1942–1950
- Colonel-in-Chief Queen Alexandra's Royal Army Nursing Corps, Britská armáda, 1949
- Colonel-in-Chief 299th (Royal Buckinghamshire Yeomanry and Queen's Own Oxford Hussars) Field Regiment, Britská armáda, 1950

## Akademické tituly
- Doctor of Music (D. Mus.) na University of Wales, 1902[4]

## Eponyma
- bitevní křižník třídy Lion HMS Queen Mary
- parník TS Queen Mary
- zaoceánský parník RMS Queen Mary
- zaoceánský parník Queen Mary 2